# Liste der Bodendenkmäler in Zorneding
Auf dieser Seite sind die Bodendenkmäler in der oberbayerischen Gemeinde Zorneding zusammengestellt. Diese Tabelle ist eine Teilliste der Liste der Bodendenkmäler in Bayern. Grundlage ist die Bayerische Denkmalliste, die auf Basis des Bayerischen Denkmalschutzgesetzes vom 1. Oktober 1973 erstmals erstellt wurde und seither durch das Bayerische Landesamt für Denkmalpflege geführt wird. Die folgenden Angaben ersetzen nicht die rechtsverbindliche Auskunft der Denkmalschutzbehörde.

## Bodendenkmäler der Gemeinde Zorneding

### Bodendenkmäler in der Gemarkung Pöring
| Lage              | Objekt | Akten-Nr.     | Bild |
| ----------------- | --- | ------------- | ---- |
| Pöring (Standort) | Körpergräber des frühen Mittelalters. | D-1-7836-0013 |      |
| Pöring (Standort) | Siedlung vorgeschichtlicher Zeitstellung, unter anderem der Latènezeit.                                                                         | D-1-7836-0143 |      |
| Pöring (Standort) | Verebneter Grabhügel vorgeschichtlicher Zeitstellung.                                                                                           | D-1-7837-0174 |      |
| Pöring (Standort) | Siedlung der Bronzezeit. | D-1-7936-0028 |      |
| Pöring (Standort) | Verebneter Burgstall des späten Mittelalters und der frühen Neuzeit (Sitz und Sedl Pöring) mit zugehörigem Wirtschaftshof.                      | D-1-7937-0125 |      |
| Pöring (Standort) | Untertägige mittelalterliche und frühneuzeitliche Befunde im Bereich der katholischen Filialkirche St. Georg in Pöring und ihres Vorgängerbaus. | D-1-7937-0126 |      |

### Bodendenkmäler in der Gemarkung Zorneding
| Lage                 | Objekt | Akten-Nr.     | Bild |
| -------------------- | --- | ------------- | ---- |
| Zorneding (Standort) | Körpergräber des frühen Mittelalters. | D-1-7936-0009 |      |
| Zorneding (Standort) | Verebnete Grabhügel sowie rechteckiges Grabenwerk vor- und frühgeschichtlicher Zeitstellung.                                                         | D-1-7936-0015 |      |
| Zorneding (Standort) | Verebnete Grabhügel und Kreisgraben vorgeschichtlicher Zeitstellung.                                                                                 | D-1-7936-0035 |      |
| Zorneding (Standort) | Reihengräberfeld des frühen Mittelalters. | D-1-7936-0039 |      |
| Zorneding (Standort) | Untertägige mittelalterliche und frühneuzeitliche Befunde im Bereich der katholischen Pfarrkirche St. Martin in Zorneding und ihrer Vorgängerbauten. | D-1-7936-0063 |      |
| Zorneding (Standort) | Verebnete Grabhügel vorgeschichtlicher Zeitstellung.                                                                                                 | D-1-7937-0075 |      |
| Zorneding (Standort) | Verebnete Grabhügel vorgeschichtlicher Zeitstellung.                                                                                                 | D-1-7937-0080 |      |
| Zorneding (Standort) | Grabhügel vorgeschichtlicher Zeitstellung. | D-1-7937-0081 |      |
| Zorneding (Standort) | Verebneter Grabhügel vorgeschichtlicher Zeitstellung.                                                                                                | D-1-7937-0163 |      |
| Zorneding (Standort) | Verebneter Grabhügel vorgeschichtlicher Zeitstellung.                                                                                                | D-1-7937-0188 |      |